# Dinastija Šang
Dinastija Šang (kitajsko: 商朝; pinjin: Shāng Cháo), znana tudi kot dinastija Jin (kitajsko: 殷代; pinjin: Yīn Dài), je bila kitajska vladarska dinastija. Ustanovil jo je Tang iz Šanga (Čeng Tang),  ki je vladal v dolini Rumene reke v 2. tisočletju pr. n. št. Dinastija Šang je nasledila dinastijo Šja, njo samo pa je nasledila dinastija Zahodni Džov. Klasična poročila o Šangu izhajajo iz besedil, kot so Knjiga dokumentov, Bambusni letopisi in Zapisi velikega zgodovinarja. Sodobna stroka datira dinastijo Šang med 16. in 11. stoletje pr. n. št., pri čemer je končni datum bolj zanesljiv kot začetni. 
Dinastija Šang je najzgodnejša dinastija tradicionalne kitajske zgodovine, trdno podprta z arheološkimi dokazi. Izkopavanja v ruševinah Jina blizu današnjega Anjanga, ki je bil opredeljen kot zadnja prestolnica Šanga, so odkrila enajst večjih kraljevih grobnic ter temelje palač in obrednih krajev, kjer so odkrili orožje in ostanke tako živalskih kot človeških žrtvovanj. Najdenih je bilo več deset tisoč predmetov iz brona, žada, kamna, kosti in keramike. 
Na najdišču Anjang so odkrili  najzgodnejše znane kitajske zapise, namenjene večinoma vedeževanju, zapisane na kosteh, oklepih želv, volovskih lopaticah ali drugih kosteh. V prvih znanstvenih izkopavanjih v 20. in 30. letih dvajsetega stoletja so odkrili več kot 20.000 predmetov, od takrat pa še več kot štirikrat več. Napisi nudijo kritičen vpogled v številne teme od politike, gospodarstva in verskih praks do umetnosti in medicine te zgodnje stopnje kitajske civilizacije.

## Tradicionalni zapisi
Številni dogodki v zvezi z dinastijo Šang so omenjeni v različnih kitajskih klasikah, vključno s Knjigo dokumentov, Mencijem in Dzuo Džuanom. Na podlagi vseh razpoložljivih dokumentov je zgodovinar dinastije Han Sima Čjan (ok. 145 – ok. 86 pr. n. št.) sestavil poročilo o dinastiji Šang kot del svojih Zapisov velikega zgodovinarja. Njegova zgodovina nekatere dogodke opisuje podrobno, v drugih primerih pa je navedeno le ime kralja. Zelo sorodno, a nekoliko drugačno poročilo je v Bambusnih letopisih. Letopisi so bili leta 296 pr. n. št. pokopani. Besedilo ima zapleteno zgodovino, avtentičnost ohranjenih različic pa je sporna. 
Ime Jin (殷) za dinastijo Šjan uporabljajo samo Sima Čjan in obstoječa različica Bambusnih letopisov. Slednja tako imenujejo tudi zadnjo prestolnico dinastije. Skozi zgodovino je bilo v rabi ime Šang. Od Zapisov o cesarjih in kraljih Huangfu Mija (3. stoletje n. št.) se to ime pogosto uporablja še posebej za opis druge polovice dinastije Šang. Na Japonskem, v Koreji in Vietnamu se za Šang še vedno skoraj izključno uporablja ime Jin. Na kosteh za prerokovanje se država imenuje Šang (商), njeno glavno mesto pa Daji Šang (大邑商, Veliko naselje Šang). 

### Mit o ustanovitvi
Mit o ustanovitvi dinastije Šang opisuje Sima Čjan v Letopisih Jina. Besedilo omenja, da je  gospa Džjandi (簡狄), druga žena cesarja Kuja, pogoltnila jajce, ki ga je izlegla črna ptica (玄鳥) in nato čudežno rodila Šjeja (偰), ki se pojavlja tudi kot Či (契). Šje naj bi pomagal Juju Velikemu pri obvladovanju velike poplave in za svoje zasluge dobil v fevd mesto Šang.

### Dinastija
Sima Čjan v Letopisih Jina piše, da je bila dinastija ustanovljena trinajst generacij po Šjeju, ko je Šjejev potomec Tang v bitki pri Mingtiau strmoglavil brezbožnega in krutega zadnjega vladarja dinastije Šja .  Zapisi Velikega zgodovinarja opisujejo dogodke v obdobjih vladavin Tanga, Taj Džija, Taj Vuja, Pan Genga, Vu Dinga, Vu Jija in izprijenega zadnjega kralja Di Šina. Drugi  vladarji Šanga so omenjeni le po imenu. V prejšnjem stoletju je Vang Guovej pokazal, da se dedovanje prestola Šanga ujema s seznamom kraljev v Zapisih velikega zgodovinarja Sima Čjana. Po Zapisih velikega zgodovinarja je Šang petkrat preselil svojo prestolnico, nazadnje v Jin v času vladavine Pan Genga, s čimer se je začela zlata doba dinastije.
Di Šin, zadnji kralj Šanga, naj bi storil samomor, potem ko je njegovo vojsko premagal Vu iz Džova. Legende pravijo, da so ga njegova vojska in njegovi oboroženi sužnji izdali, ko so se pridružili upornikom Džova v odločilni bitki pri Mujeju. Po Ji Džov Šuju (Izgubljena knjiga Džova) in Menciju je bila bitka zelo krvava.  
Po porazu Šanga je kralj Vu dovolil Di Šinovemu sinu Vu Gengu, da vlada v Šangu kot njegov vazal. V Šang je poslal tri svoje brate in vojsko kot zagotovilo, da se Vu Geng ne bo uprl. Po Vujevi smrti se je Šang pridružil uporu treh stražarjev proti vojvodi Džova. Po treh letih je upor propadel in Džov je zasedel ozemlje Šanga. 

### Potomci kraljeve družine Šang
Po propadu dinastije Šang so vladarji Džova člane vladarske družine Šang nasilno razselili po celem ozemlju Džova. Nekateri preživeli člani so skupaj spremenili svoj priimek iz imena prednikov Dzi (子) v ime svoje propadle dinastije Jin (tj. Šang). Družina je ohranila aristokratski položaj in je pogosto opravljala upravne storitve uspešni dinastiji Džov. Kralj Vu iz Džova je  Lin Džjana (林堅), sina princa Bigana, povzdignil v vojvodo Bolinga. Zapisi velikega zgodovinarja navajajo, da je kralj Čeng iz Džova s podporo svojega regenta in strica, vojvode Džova, imenoval Vejdzičija  (微子啟) za vojvodo Songa s prestolnico pri Šangčiju. Ta običaj je bil znan kot 二王三恪,  obdaritev treh generacij za dva kralja. Vojvode Songa so ohranili obrede v čast kraljev Šanga, dokler ni Songa leta 286 pr. n. št. osvojil Či. Konfucij je bil preko vojvod Songa verjetno potomec kraljev Šanga.
Dinastija Vzhodni Han je Kong Anu (孔安) kot potomcu dinastije Šang podelila naslov vojvode Songa, "ki nadaljuje in spoštuje Jin" (殷紹嘉公).  Kunfucijeva veja družine je bila ločena od veje markiza   Fengšenga in kasneje vojvode Janšenga. 
Drugi ostanek Šangov je ustanovil vazalno državo Gudžu v današnjem Tangšanu, ki jo je uničil vojvoda Huan iz Čija. Številni klani Šanga, ki so se po propadu dinastije preselili na severovzhod, so bili v obdobju Zahodnega Džova vključeni v kulturo  jan. Ti klani so ohranili elitni status in še naprej prakticirali žrtvene in pogrebne običaje Šanga.
Tako korejske kot kitajske legende, vključno s poročili v Knjigi dokumentov in Bambusnih letopisih, navajajo, da nezadovoljni princ Šanga po imenu Džidzi ni hotel prepustiti oblasti Džovu in je z majhno vojsko zapustil Kitajsko. Po teh legendah je v severozahodni Koreji ustanovil državo Gidža Džoseon. Znanstveniki še vedno razpravljajo o zgodovinski točnosti teh legend.

## Arheologija zgodnje bronaste dobe
Pred 20. stoletjem je bila dinastija Džov (1046–256 pr. n. št.) najzgodnejša kitajska dinastija, ki jo je bilo mogoče preveriti iz lastnih zapisov. Med dinastijo Song (960–1279 n. š.) so antikvarji zbrali nekaj bronastih obrednih posod in jih pripisali obdobju dinastije Šang. Na nekaterih posodah so bili napisi.

### Dolina Rumene reke
Leta 1899 je več učenjakov opazilo, da so kitajski farmacevti prodajali "zmajeve kosti", popisane z nenavadnimi in arhaičnimi znaki.  Leta 1928 so končno izsledili, da  kosti izvirajo iz mesta, zdaj imenovanega Jinšu, severno od Rumene reke v sodobni provinci Henan. Academia Sinica je na tem mestu izvajala arheološka izkopavanja do japonske invazije leta 1937.
Arheologi so se osredotočili na dolino Rumene reke v Henanu kot najverjetnejšem mestu držav, opisanih v tradicionalnih kitajskih zgodovinah. Po letu 1950 so v bližini Džengdžova odkrili ostanke obzidane naselbine iz obdobja dinastije Šang in ugotovili, da je bilo zemljeno obzidje zgrajeno v 15. stoletju pr. n. št. Obzidje je bilo pri tleh široko 20 metrov in visoko do 8 metrov. Dolgo je bilo okoli 7 kilometrov. Gradnja obzidij iz zbite zemlje je bila podedovana tradicija, saj so veliko starejše tovrstne utrdbe odkrili na kitajskih neolitskih najdiščih kulture longšan  (okoli 3000 – okoli 2000 pr. n. št.).
Leta 1959 je bilo južno od Rumene reke blizu Luojanga odkrito najdišče janšijske erlitovske kulture.  Radiokarbonsko datiranje kaže, da je erlitovska  kultura cvetela  od okoli  2100 pr. n. št. do 1800 pr. n. št. Velike palače kažejo na obstoj organizirane države.  Leta 1983 so 6 kilometrov severovzhodno od najdišča Erlitov odkrili mesto Janši Šang. Mesto, zgrajeno okoli leta 1600 pr. n. št., je imelo površino skoraj 200 hektarjev. V njem so odkrili keramiko, značilno za kulturo  erligang. 
Ostanke obzidanega mesta s površino približno 470 hektarjev so leta 1999 odkrili na bregu reke Huan nasproti dobro raziskanega najdišča Jinšu. Mesto, zdaj znano kot Huanbej, je bilo očitno naseljeno manj kot stoletje in uničeno malo pred izgradnjo kompleksa Jinšu. Med letoma 1989 in 2000 so v bližini Šjaošuangčjaja, približno 20 km severozahodno od Džengdžova, izkopali pomembno naselbino Šang. Šang je iz vmesnega obdobja  med najdiščem Džengdžov in poznimi prestolnicami ob reki Huan. V njem so odkrili žrtvene jame s okostji iz obdobja poznega Šanga.  
Kitajski zgodovinarji, navezani na idejo, da dinastijo nasledi druga dinastija, so najdišči Erligang in Erlitov zlahka povezali z zgodnjo dinastijo Šang in Šja tradicionalne kitajske zgodovine. Dejanske politične razmere v zgodnji Kitajski so bile verjetno bolj zapletene, saj sta bili Šja in Šang politični entiteti, ki sta obstajali sočasno, tako kot je znano, da je zgodnji Džov, ki je ustanovil državo naslednico Šanga, obstajal istočasno s Šangom.

### Druga najdišča
Erliganška kultura s središčem na najdišču v Džengdžovu je bila razširjena po velikem delu Kitajske, celo na njenem severovzhodu na območja sodobnega Pekinga, kjer je vsaj en pokop vseboval tako bronasto posodo v slogu Erliganga kot zlat nakit v lokalnem slogu.  Odkritje bodala-sekire ge v čenggujskem slogu v Šjaohenanu dokazuje, da je že v tej zgodnji fazi kitajske zgodovine obstajalo nekaj vezi med oddaljenimi območji severne Kitajske. Najdišče Panlongčeng v srednji dolini Jangceja je bilo pomembno regionalno središče erliganške kulture.
Naključne najdbe drugje na Kitajskem, kot je obzidano mesto Sanšingduj v Sečuanu. so razkrile napredne civilizacije, ki so bile sočasne z naseljem v Anjangu, vendar kulturno drugačne. Zahodni znanstveniki jih kulturološko ne pripisujejo dinastiji Šang. Za razliko od Šanga ni nobenih znanih dokazov, da je imela sanšingdujska kultura sistem pisave. Pozna država Šang v Anjangu zato na splošno velja za prvo preverljivo civilizacijo v kitajski zgodovini.
V nasprotju s tem so najzgodnejše plasti najdišča Vučeng, starejše on Anjanga, prinesle fragmente keramike, na katerih so kratka zaporedja simbolov, ki kažejo, da gre morda za pisavo. Znaki se po obliki zelo razlikujejo od znakov na orakeljskih kosteh, vendar je vzorec  premajhen, da bi se jih dalo dešifrirati.
Leta 2022 so v grobnici visokega plemiča iz dinastije Šang našli 3000 let staro zlato pogrebno masko. Maska je starejša od podobne zlate maske, ki so jo leta 2021 odkrili na arheološkem najdišču Sanšingduj, in hkrati najstarejša na Kitajskem. 
Maska je v celoti prekrivala obraz, da bi duh pokojnega ostal cel. V grobnicah v Šangčengu so odkrili še 200 drugih artefaktov, vključno z zlatimi lističi in ploščami, intarzijami s turkizom, denarjem iz školjk ter orožjem iz brona in žada.

### Genetske študije
Študija mitohondrijske DNA posmrtnih ostankov oseb v grobovih v Jinšuju so pokazale podobnosti s sedanjimi severnimi Hani in značilne razlike od južnih Hanov.

## Absolutno datiranje
Najzgodnejši zanesljivo datiran dogodek v kitajski zgodovini je začetek gonghejskega regentstva v zgodnji dinastiji Džov leta 841 pr. n. št. Datum je določil Sima Čjan, zgodovinar dinastije Han. Poskuse določitve zgodnejših datumov otežujejo dvomi o izvoru in prenosu tradicionalnih besedil ter težave pri njihovi razlagi. Novejši poskusi so primerjali tradicionalno zgodovino z arheološkimi in astronomskimi podatki. Za konec dinastije je bilo predlaganih najmanj 44 datumov od leta 1130 pr. n. št. do 1018 pr. n. št.
- Tradicionalna datuma začetka in konca dinastije, leti 1766 pr. n. št. in 1122 pr. n. št., je izračunal Liu Šin med dinastijo Han.[36]
- Izračun, ki temelji na "starem besedilu" Bambusnih letopisov, daje datuma 1523 pr. n. št. in 1027 pr. n. št.[36]
- David Pankenier je s poskusom prepoznavanja astronomskih dogodkov, omenjenih v besedilih Džova,  datiral začetek dinastije v leto  1554 pr. n. št. in njeno strmoglavljenje v  leto 1046 pr. n. št.[36][37][38][39]
- Kronološki projekt Šja–Šang–Džov je poistovetil ustanovitev dinastije Šang z ustanovitvijo obzidanega mesta Erligang v Janšiju, ki je datirana v približno 1600 pr. n. št.[40] Projekt je prišel tudi do datuma njenega konca leta 1046 pr. n. št. Datum je določen s kombinacijo astronomskih dokazov in radiokarbonskega datiranja arheoloških plasti.[41]
- David Nivison in Edward Shaughnessy na podlagi analize Bambusnih letopisov trdita, da je končni datum leto 1045 pr. n. št.[42][43]
- Radiokarbonsko datiranje orakeljskih kosti je dalo končni datum 1041 pr. n. št. z nezanesljivostjo približno 10 let.[44]

## Pozni Šang v Anjangu
Najstarejši ohranjeni zapisi v Anjangu segajo približno v leto 1250 pr. n. št. in zajemajo vladavine zadnjih devetih kraljev Šanga. Šang je imel popolnoma razvit sistem pisanja, ohranjen na bronastih napisih in majhnem številu drugih zapisov na lončenini, žadu, kamnih, roževini itd. Najbogatejši vir besedil so orakeljske kosti. Kompleksnost in prefinjenost pisnega sistema kažeta na dolgotrajen razvoj, vendar neposrednih dokazov zanj še vedno primanjkuje. Na napredek kažejo tudi iznajdba glasbil  in opazovanja Marsa in kometov, ki so jih opravili Šangovi astronomi. 
Civilizacija Šanga je temeljila na poljedelstvu, ki sta dopolnjevala lov in živinoreja. V Šangu so prakticirali žrtvovanje ljudi. V Anjangu izkopane školjke kauri kažejo na trgovanje z obalnimi prebivalci. Trgovanje po morju je bilo zelo omejeno, saj je bila Kitajska v obdobju Šanga izolirana od drugih velikih civilizacij. Trgovinski odnosi in diplomatske vezi z drugimi močnimi državami preko svilne ceste in kitajskih potovanj v Indijski ocean niso obstajali vse do vladavine cesarja Vuja iz dinastije Han (206 pr. n. št. – 221 n. št.).

## Dvorno življenje
V izkopani kraljevi palači v Jinšuju so našli velike kamnite postavke  stebrov in temelje in ploščadi iz zbite zemlje,  "trde kot beton". [22] Ti temelji so prvotno podpirali 53 lesenih stebrov in tramov. V neposredni bližini glavnega kompleksa palače so bile podzemne jame, ki so služile za skladišča, prostore za služabnike in bivalne prostore.
Številne kraljeve grobnice Šanga so že v starih časih zasuli in opustošili roparji grobov. Spomladi 1976 so kljub temu v Jinšuju odkrili grobnico kraljice Fu Hao,  ki ni bila samo nedotaknjena, ampak tudi ena najbolj bogato opremljenih grobnic. V njej so našli več kot 200 bronastih obrednih posod in 109 napisov z imenom gospe Fu Hao,  najslavnejše žene kralja Vu Dinga. Kraljica je omenjena na 170 do 180  orakeljskih kosteh iz preročišča Šang. Kraljica je bila tudi vojaški general. Ob bronastih in lončenih posodah so našli tudi bronasto orožje, kipce iz žada, glavnike in koščene lasnice. Arheologi menijo, da je velik izbor orožja in obrednih posod v njeni grobnici v korelaciji s pripovedmi o njenih vojaških in obrednih dejavnostih.
Prestolnica je bila središče dvornega življenja. V njej so se sčasoma razvili dvorni rituali za pomiritev duhov. Kralj je bil ob svojih posvetnih  državniških dolžnostih tudi vodja kulta čaščenja prednikov. Pogosto je kar sam izvajal vedeževanje iz orakeljske kosti, zlasti ob koncu dinastije. Izkopanine iz kraljevih grobnic kažejo, da so kralje pokopavali skupaj z dragocenimi predmeti, domnevno za rabo v posmrtnem življenju. Morda iz istega razloga so skupaj s pokojnim kraljem pokopali tudi na stotine njegovih živih podložnikov, morda sužnjev. 
Dedni kralji Šanga so vladali večini severne Kitajske. Njihove vojske so se pogosto vojskovale s sosednjimi mesti in nomadskimi plemeni iz notranjeazijskih step. Kralji Šanga so v prerokokbah na orakeljskih kosteh  vedno znova kazali zaskrbljenost zaradi fangov, barbarov, ki so živeli zunaj civiliziranih območij dinastije Šang.
Razen tega, da so bili vrhovni vojaški poveljniki, so kralji Šanga svojo družbeno nadvlado uveljavljali tudi tako, da so delovali kot visoki duhovniki družbe in osebno vodili slovesnosti vedeževanja. Besedila na orakeljskih kosteh razkrivajo, da so kralji  Šanga veljali za najbolj usposobljene člane družbe za žrtvovanje svojim kraljevim prednikom in visokemu bogu Diju, ki je bil po njihovem prepričanju odgovoren za dež, veter in grom.
Kralj je imenoval uradnike za upravljanje določenih dejavnosti, običajno na določenem področju. Med njimi so bili uradniki, zadolženi za kmetijstvo (田), pašništvo (牧), (lovske) pse (犬) in stražarje (衛).  Ti uradniki so imeli  pri opravljanju svojih nalog lastno spremstvo. Obstajal je osnovni sistem birokracije, ki se je skliceval na položaje, kot so "Številni častniki za pse", "Številni častniki za konje", "Številni umetniki", "Številni lokostrelci" ali sodne nazive, kot je "mlajši služabnik za kultiviranje" ali "mlajši služabnik za delavce". Bolj oddaljeni vladarji so bili znani kot markizi (侯) ali grofi (伯), ki so  kralju Šanga včasih plačevali davek in ga podpirali v zameno za vojaško pomoč in druge usluge. Ta zavezništva so bila nestabilna, na kar kažejo pogosta kraljeva vedeževanja o trajnosti takih odnosov.
Obstoj zapisov o pobojih sovražnikov, ujetnikih in odvzetem plenu kaže na obstoj proto-birokracije pisnih dokumentov.

## Religija
Verski obredi Šanga so vključevali vedeževanje in žrtvovanje. Stopnja, do katere je bil osrednji vidik religije Šanga šamanizem, je predmet razprav.
Žrtvovanja so bila namenjena šestim glavnim prejemikom: Diju (Visoki bog), naravnim silam, kot so sonce in gore,  nekdanjim vladarjem, pokojnikom, ki so bili dodani v dinastični panteon, preddinastičnim prednikom, dinastičnim prednikom in kraljevim ženam, ki so bile prednice aktualnega kralja.
Šangi so verjeli, da imajo njihovi predniki moč nad njimi in so izvajali obrede vedeževanja, da bi pridobili njihovo odobritev za načrtovana dejanja. Vedeževanje je vključevalo razbijanje oklepa želve ali volovske lopatice, da bi dobili odgovor na aktualno  vprašanje, in nato zapis odgovora na oklep ali kost. Merila, po kakšnih so vedeževalci določali odgovore, niso znana, domneva pa se, da sta to bila zvok ali vzorec razpok na kosti. 
Zdi se, da so Šangi verjeli v posmrtno življenje, kar dokazujejo dovršene grobnice, zgrajene za pokojne vladarje. Med grobnimi pridatki so bili pogosto vozovi, pripomočki, žrtvene posode in orožje.  Kraljev pokop je vključeval pokop do nekaj sto, v nekaterih primerih celo štiristo ljudi in konj, ki naj bi spremljali kralja v posmrtno življenje. V grobnice so dodali tudi okrasne predmete, kot so predmeti iz žada, za katerega so Šangi morda verjeli, da ščiti pred razpadom ali daje nesmrtnost. 
Religija Šanga je bila zelo birokratska in natančno urejena. Orakeljske kosti so vsebovale datum obreda, ime osebe in prednika in vprašanja, povezana z vedeževanjem. V grobnicah so bile kosti urejene in okostnjaki vsi obrnjeni v isto smer. 

## Obdelava brona
Kitajsko litje brona in lončarstvo sta med dinastijo Šang zelo napredovala. Bronasti predmeti so bili namenjeni predvsem obredju in ne vsakdanji rabi. Obsežna proizvodnja bronastih posod in orožja je potekala že okoli leta 1500 pr. n. št.ok. 1500 BC Zahtevala je veliko delavcev, ki so kopali, rafinirali in transportirali bakrovo, kositrovo in svinčevo rudo. Proizvodnja je posledično ustvarila aparat birokratov, ki so nadzirali delavce in izkušene obrtnike. Kraljevi dvor Šanga in aristokrati so potrebovali ogromno različnih bronastih posod za različne obrede, verske dogodke in vedeževanja. Ceremonialna pravila so določala, koliko bronastih posod posamezne vrste lahko poseduje plemič ali plemkinja določenega ranga. Povečana proizvodnja brona je omogočila boljšo opremljenost vojske s širšim izborom orožja. Bron so uporabljali tudi za opremo vozov s kolesi s naperami, ki so se pojavila na Kitajskem okoli leta 1200 pr. n. št.
- Bronast ding iz dinastija Šang
- Hovmuvu ding, najmasivnejši izdelek iz brona, najden na Kitajskem
- Bronast ding iz pozne dinastija Šang
- Bronast gū, obredna posoda za vino
- Bronasta posoda za napitke

### Vojska
Pehota Šanga je bila oborožena z različnim kamnitim in bronastim orožjem, vključno s sulicami mao (矛), sekirami jue (鉞), sekirami-bodali ge (戈), nasajenimi na drogu, kompozitnimi loki ter bronastimi ali usnjenimi čeladami.
Bojni vozovi so se na Kitajskem prvič pojavili okoli leta  1200 pr. n. št. v času vladavine Vu Dinga. Vozovi bi lahko prišli na Kitajsko skozi srednjo Azijo in severno stepo, kar morda kaže na stike z Indoevropejci. Nedavne arheološke najdbe so pokazale, da so se v poznem Šangu uporabljali konji, bojni vozovi in loki in izvajal pokopi konj, podobne pokopom v stepskih ljudstvih na zahodu. Orakeljski napisi na kosteh kažejo, da so Šangi uporabljali vozove na kraljevih lovih in v bitkah le kot mobilna poveljniška vozila. V nasprotju z njimi so zahodni sovražniki Šanga, kot je bil Džov, proti koncu dinastije Šang začeli uporabljati omejeno število vozov tudi v bitkah.
Čeprav so bili Šangi odvisni predvsem od vojaških veščin svojega plemstva, so njihovi vladarji lahko mobilizirali množice prebivalcev mest in podeželja kot nabornike in vojake za obrambne in osvajalske akcije. Aristokrati in drugi državni funkcionarji so bili dolžni svoje lokalne garnizije opremiti z vso potrebno opremo, oklepi in orožjem. Kralj Šanga je v svoji prestolnici vzdrževal približno tisoč vojakov in jim osebno poveljeval v boju. Osnovna vojaška birokracija je bila zadolžena tudi za zbiranje vojaških enot od tri do pet tisoč vojakov za obmejne akcije in do trinajst tisoč vojakov za zatiranje uporov.

## Kralji
Najzgodnejši zapisi o vladarjih Šanga so na orakeljskih kosteh iz obdobja kralja Vu Dinga. Orakeljske kosti ne vsebujejo seznamov kraljev, vendar beležijo žrtvovanja prejšnjim kraljem in prednikom sedanjega kralja po standardnem seznamu, ki so ga rekonstruirali učenjaki. Iz teh zapisov so zgodovinarje sestavili implicitni seznam kraljev in rodoslovje ter ugotovili, da se precej ujemajo s kasnejšimi poročili, zlasti za poznejše kralje. Po tem implicitnem seznamu kraljev je bil Vu Ding enaindvajseti kralj Šanga.
Kralji Šanga so bili na orakeljskih kosteh zapisani z njihovimi posmrtnimi imeni. Zadnji znak vsakega imena je bil eno od 10 nebesnih stebel, ki je hkrati označeval tudi dan 10-dnevnega tedna Šanga, na katerega se je žrtvovalo temu predniku v okviru obrednega urnika. Ker je bilo kraljev več kot stebel, so imela imena razločevalne predpone, kot so da (大, večji),  džong (中, srednj), šjao (小, manjši), bu (卜, zunanji), dzu (祖, prednik) in še nekaj drugih nejasnih predpon.
Kralji v naslednji preglednici so razvrščeni po vrstnem redu in generacijah, rekonstruiranih z orakeljskih kosti. Kasnejše kralje je iz enakih virov po skupinah uredil Dong Dzuobin.
Orakeljske kosti so bile radiokarbonsko datirane. V preglednici so navedeni tudi ti rezultati skupaj z intervali negotovosti, ki niso vladarska leta. To pomeni, da obstaja 80-90 odstotna verjetnost, da so bila zabeležena vedeževanja izvedena v danem časovnem intervalu.
| Generacija | Starejši bratje   | Starejši bratje | Starejši bratje   | Glavna nasledstvena linija | Mlajši bratje     | Stopnja božanskosti       |
| ---------- | ----------------- | --------------- | ----------------- | -------------------------- | ----------------- | ------------------------- |
| 1          |                   |                 |                   | Da Dži (大乙)              |                   | [ b ]                     |
| 2          |                   |                 |                   | Da Ding (大丁)             |                   | [ b ]                     |
| 3          |                   |                 |                   | Da Džja (大甲)             | Bu Bing (卜丙)    | [ b ]                     |
| 4          |                   |                 | [ e ]             | Da Geng (大庚)             | Šjao Džja (小甲)  | [ b ]                     |
| 5          |                   |                 |                   | Da Vu (大戊)               | Lu Dži (呂己)     | [ b ]                     |
| 6          |                   |                 |                   | Džong Ding (中丁)          | Bu Ren (卜壬)     | [ b ]                     |
| 7          |                   |                 | Džjan Džja (戔甲) | Dzu Ji (祖乙)              |                   | [ b ]                     |
| 8          |                   |                 |                   | Dzu Šin (祖辛)             | Čjang Džja (羌甲) | [ b ]                     |
| 9          |                   |                 |                   | Dzu Ding (祖丁)            | Nan Geng (南庚)   | [ b ]                     |
| 10         | Šjang Džja (象甲) | Pan Geng (盤庚) | Šjao Šin (小辛)   | Šjao Ji (小乙)             |                   | [ b ]                     |
| 11         |                   |                 |                   | Vu Ding (武丁)             |                   | 1254-1197 pr. n. št. (I)  |
| 12         |                   | [ k ]           | Dzu Geng (祖庚)   | Dzu Džja (祖甲)            |                   | 1206-1177 pr. n. št.(II)  |
| 13         |                   |                 | Lin Šin (廩辛)    | Geng Ding (康丁)           |                   | 1187-1135 pr. n. št.(III) |
| 14         |                   |                 |                   | Vu Ji (武乙)               |                   | 1157–1110 pr. n. št. (IV) |
| 15         |                   |                 |                   | Ven Ding (文武丁)          |                   | 1157–1110 pr. n. št. (IV) |
| 16         |                   |                 |                   | Di Ji (帝乙)               |                   | 1121–1041 pr. n. št. (V)  |
| 17         |                   |                 |                   | Di Šin (帝辛)              |                   | 1121–1041 pr. n. št. (V)  |